# Subrahmanyam Jaishankar
Subrahmanyam Jaishankar (nascido em 9 de janeiro de 1955) é um diplomata e político indiano que é o atual Ministro das Relações Exteriores do Governo da Índia desde 31 de maio de 2019. Ele é membro do Partido Bharatiya Janata e é membro do Parlamento no Rajya Sabha desde 5 de julho de 2019, representando Gujarat. Ele já atuou como secretário de Relações Exteriores de janeiro de 2015 a janeiro de 2018.
Ele ingressou no Serviço de Relações Exteriores da Índia em 1977 e durante sua carreira diplomática de mais de 38 anos, atuou em diferentes cargos na Índia e no exterior, incluindo como Alto Comissário em Singapura (2007–09) e como Embaixador na República Tcheca (2001–04), China (2009–2013) e EUA (2014–2015). Jaishankar desempenhou um papel fundamental na negociação do acordo nuclear civil indo-americano.
Ao se aposentar, Jaishankar juntou-se à Tata Sons como Presidente de Assuntos Corporativos Globais. Em 2019, ele recebeu Padma Shri, a quarta maior honraria civil da Índia. Em 30 de maio de 2019, ele foi empossado como ministro do segundo ministério de Modi. Ele foi nomeado Ministro das Relações Exteriores em 31 de maio de 2019. Ele é o primeiro ex-secretário de Relações Exteriores a chefiar o Ministério das Relações Exteriores como Ministro do Gabinete.

## Carreira diplomática
Depois de ingressar no Serviço de Relações Exteriores da Índia em 1977, Jaishankar serviu como terceiro secretário e segundo secretário na missão indiana à União Soviética em Moscou de 1979 a 1981, onde estudou russo. Ele voltou para Nova Delhi, onde trabalhou como assistente especial do diplomata Gopalaswami Parthasarathy e como subsecretário na divisão das Américas do Ministério de Relações Exteriores da Índia, lidando com os Estados Unidos. Ele fez parte da equipe que resolveu a disputa sobre o fornecimento de combustível nuclear dos EUA para as usinas de Tarapur, na Índia. De 1985 a 1988 foi o primeiro secretário da embaixada indiana em Washington, D.C.
De 1988 a 1990, serviu no Sri Lanka como primeiro secretário e conselheiro político da Força de Manutenção da Paz Indiana. De 1990 a 1993, foi Conselheiro (Comercial) na missão indiana em Budapeste. Retornando a Nova Delhi, atuou como Diretor (Europa Oriental) no Ministério das Relações Exteriores e como secretário de imprensa e redator de discursos do Presidente da Índia Shankar Dayal Sharma.

## Carreira política

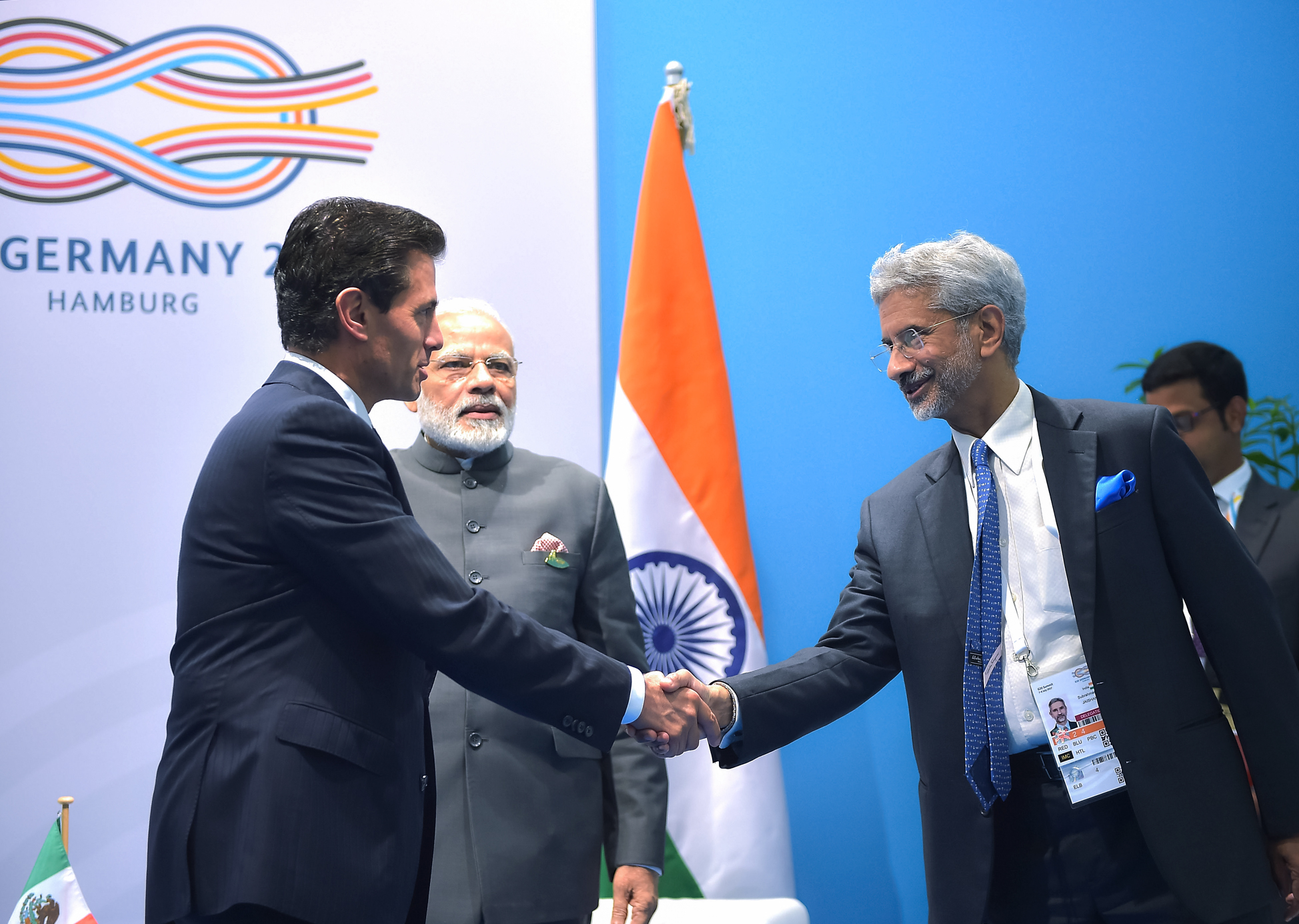
Secretário de Relações Exteriores da Índia Dr. S Jaishankar na cúpula de líderes do G20 com o PM Narendra Modi.

### Ministro das Relações Exteriores
Em 31 de maio de 2019, foi nomeado para o Gabinete do Ministro das Relações Exteriores. Jaishankar foi empossado como ministro do Gabinete em 30 de maio de 2019.
Em 5 de julho de 2019, ele foi eleito membro do Parlamento do Partido Bharatiya Janata para o Rajya Sabha do estado de Gujarat. Ele sucedeu a falecida Sushma Swaraj, que foi Ministra das Relações Exteriores do governo de Narendra Modi em seu primeiro mandato. Sushma Swaraj não contestou as eleições alegando motivos de saúde.